# Horst, Lauenburg
Horst là một đô thị thuộc huyện Lauenburg, trong bang Schleswig-Holstein, nước Đức. Đô thị Horst, Lauenburg có diện tích 11,93 km², dân số thời điểm 31 tháng 12 năm 2006 là 245 người. 